# Yarmouth
Yarmouth es un pueblo portuario y pesquero situado en el golfo de Maine al sudoeste de la provincia atlántica de Nueva Escocia, Canadá. Es la segunda localidad más meridional de Canadá. Se la suele denominar "la entrada a Nueva Escocia". 
Llamada en sus comienzos Port Forchu, Yarmouth fue fundada en 1759 y anexionada en 1890. Durante el siglo XIX fue un importante centro de construcción naval, en cierto momento llegó a construir más naves per cápita que cualquier otro puerto del mundo. Sin embargo, cuando los barcos de vapor comenzaron a asumir el control, la ciudad declinó.

## Clima
| Parámetros climáticos promedio de Aeropuerto de Yarmouth (1981−2010) | Parámetros climáticos promedio de Aeropuerto de Yarmouth (1981−2010) | Parámetros climáticos promedio de Aeropuerto de Yarmouth (1981−2010) | Parámetros climáticos promedio de Aeropuerto de Yarmouth (1981−2010) | Parámetros climáticos promedio de Aeropuerto de Yarmouth (1981−2010) | Parámetros climáticos promedio de Aeropuerto de Yarmouth (1981−2010) | Parámetros climáticos promedio de Aeropuerto de Yarmouth (1981−2010) | Parámetros climáticos promedio de Aeropuerto de Yarmouth (1981−2010) | Parámetros climáticos promedio de Aeropuerto de Yarmouth (1981−2010) | Parámetros climáticos promedio de Aeropuerto de Yarmouth (1981−2010) | Parámetros climáticos promedio de Aeropuerto de Yarmouth (1981−2010) | Parámetros climáticos promedio de Aeropuerto de Yarmouth (1981−2010) | Parámetros climáticos promedio de Aeropuerto de Yarmouth (1981−2010) | Parámetros climáticos promedio de Aeropuerto de Yarmouth (1981−2010) |
| Mes                                                                  | Ene.                                                                 | Feb.                                                                 | Mar.                                                                 | Abr.                                                                 | May.                                                                 | Jun.                                                                 | Jul.                                                                 | Ago.                                                                 | Sep.                                                                 | Oct.                                                                 | Nov.                                                                 | Dic.                                                                 | Anual                                                                |
| -------------------------------------------------------------------- | -------------------------------------------------------------------- | -------------------------------------------------------------------- | -------------------------------------------------------------------- | -------------------------------------------------------------------- | -------------------------------------------------------------------- | -------------------------------------------------------------------- | -------------------------------------------------------------------- | -------------------------------------------------------------------- | -------------------------------------------------------------------- | -------------------------------------------------------------------- | -------------------------------------------------------------------- | -------------------------------------------------------------------- | -------------------------------------------------------------------- |
| Temp. máx. abs. (°C)                                                 | 14.0                                                                 | 15.3                                                                 | 18.9                                                                 | 22.8                                                                 | 24.9                                                                 | 28.3                                                                 | 32.5                                                                 | 30.3                                                                 | 29.4                                                                 | 25.0                                                                 | 19.3                                                                 | 16.5                                                                 | 32.5                                                                 |
| Temp. máx. media (°C)                                                | 0.8                                                                  | 1.1                                                                  | 4.0                                                                  | 9.0                                                                  | 13.9                                                                 | 18.0                                                                 | 20.9                                                                 | 21.1                                                                 | 18.2                                                                 | 13.3                                                                 | 8.7                                                                  | 3.8                                                                  | 11.1                                                                 |
| Temp. media (°C)                                                     | −3.0                                                                 | −2.7                                                                 | 0.3                                                                  | 5.1                                                                  | 9.7                                                                  | 13.8                                                                 | 16.8                                                                 | 17.0                                                                 | 14.1                                                                 | 9.4                                                                  | 5.2                                                                  | 0.2                                                                  | 7.2                                                                  |
| Temp. mín. media (°C)                                                | −6.9                                                                 | −6.5                                                                 | −3.4                                                                 | 1.2                                                                  | 5.5                                                                  | 9.6                                                                  | 12.7                                                                 | 12.9                                                                 | 10.0                                                                 | 5.6                                                                  | 1.6                                                                  | −3.5                                                                 | 3.2                                                                  |
| Temp. mín. abs. (°C)                                                 | −21.7                                                                | −24.4                                                                | −18.3                                                                | −10.8                                                                | −2.2                                                                 | -1.1                                                                 | 5.0                                                                  | 0.0                                                                  | −2.3                                                                 | −3.9                                                                 | −12.2                                                                | −22.2                                                                | -24.4                                                                |
| Precipitación total (mm)                                             | 127.3                                                                | 101.8                                                                | 115.5                                                                | 101.4                                                                | 100.9                                                                | 94.8                                                                 | 88.4                                                                 | 84.3                                                                 | 94.9                                                                 | 112.5                                                                | 139.3                                                                | 131.8                                                                | 1292.9                                                               |
| Lluvias (mm)                                                         | 68.7                                                                 | 63.4                                                                 | 85.6                                                                 | 92.0                                                                 | 100.6                                                                | 94.8                                                                 | 88.4                                                                 | 84.3                                                                 | 94.9                                                                 | 112.4                                                                | 130.5                                                                | 93.9                                                                 | 1109.5                                                               |
| Nevadas (cm)                                                         | 68.5                                                                 | 45.8                                                                 | 29.9                                                                 | 9.8                                                                  | 0.33                                                                 | 0.0                                                                  | 0.0                                                                  | 0.0                                                                  | 0.0                                                                  | 0.07                                                                 | 9.2                                                                  | 43.7                                                                 | 207.3                                                                |
| Días de precipitaciones (≥ 0.2 mm)                                   | 20.1                                                                 | 16.0                                                                 | 14.6                                                                 | 13.4                                                                 | 13.6                                                                 | 11.9                                                                 | 10.9                                                                 | 9.6                                                                  | 9.9                                                                  | 11.7                                                                 | 15.2                                                                 | 19.3                                                                 | 166.1                                                                |
| Días de lluvias (≥ 0.2 mm)                                           | 8.4                                                                  | 7.4                                                                  | 9.2                                                                  | 12.2                                                                 | 13.6                                                                 | 11.9                                                                 | 10.9                                                                 | 9.6                                                                  | 9.9                                                                  | 11.7                                                                 | 13.5                                                                 | 11.9                                                                 | 130.1                                                                |
| Días de nevadas (≥ 0.2 cm)                                           | 14.9                                                                 | 11.3                                                                 | 8.4                                                                  | 3.1                                                                  | 0.17                                                                 | 0.0                                                                  | 0.0                                                                  | 0.0                                                                  | 0.0                                                                  | 0.10                                                                 | 3.1                                                                  | 11.0                                                                 | 52.0                                                                 |
| Horas de sol                                                         | 76.0                                                                 | 103.5                                                                | 141.6                                                                | 178.8                                                                | 213.0                                                                | 217.6                                                                | 227.6                                                                | 220.0                                                                | 186.8                                                                | 165.6                                                                | 97.6                                                                 | 70.3                                                                 | 1898.3                                                               |
| Fuente: Environment Canada                                           |                                                                      |                                                                      |                                                                      |                                                                      |                                                                      |                                                                      |                                                                      |                                                                      |                                                                      |                                                                      |                                                                      |                                                                      |                                                                      |